# عروس عجیب و غریب
عروس عجیب و غریب یک سریال کره‌ای است که در سال ۲۰۱۵ منتشر شد.

## خلاصه داستان
در این سریال دختری که عضو یک گروه معروف می‌باشد و قبلاً خیلی معروف بوده ولی محبوبیتش را از دست داده سعی دارد با وارد شدن به یک برنامه تلویزیونی معروفیتش را دوباره به دست آورد. در این برنامه تلویزیونی او باید نقش همسر پسر ارشد یک خانواده را بازی کند و تعاملات و درگیری‌های او با مادر شوهرش نشان داده می‌شود، اما بعد از مدتی او واقعاً با پسر ارشد خانواده ازدواج می‌کند و این دو به عروس و مادر شوهر واقعی تبدیل می‌شوند.

## بازیگران
- Kim Dasom به عنوان Oh In-young
- Go Doo-shim به عنوان Yang Choon-ja
- Ryu Soo-young به عنوان Cha Myeong-seok
- Kwak Hee-sung به عنوان Cha Dong-seok
- Kim Yoon-seo به عنوان Kim Se-mi
- Kim Seong-hwan به عنوان Cha Il-goo
- Park Woong به عنوان Cha Joo-bok
- Baek Ok-dam به عنوان Lee Ha-ji
- Kim Bo-yeon به عنوان Jang Mi-hee
- Ki Tae-young به عنوان Kang Joon-soo
- Son Eun-seo به عنوان Cha Young-ah
- Lee Moon-hee به عنوان Choi Soon-hee
- Lee Seung-woo به عنوان Cha San
- Kyung Joon به عنوان Bae Yong-joon
- Lee Yong-joo به عنوان Oh Sang-sik
- Jung Da-sol به عنوان Heo Soon-jung